# Битва при Тернем-Грине
Битва при Тернем-Грине (англ. Battle of Turnham Green) произошла в конце первого года английской Гражданской войны, 13 ноября 1642, в 10 км от Лондона, на лугах у деревушки Тернем-Грин, между «круглоголовыми», под командованием графа Эссекса, и «кавалерами», под командованием принца Руперта. В войсках принца Руперта находился и сам король, Карл I.
Стороны проявили обоюдную нерешительность, ограничившись артиллерийской канонадой, угрожающими манёврами и мелкими перестрелками. В результате более боеспособное 13-тысячное войско короля отступило без боя перед лицом плохо обученных и неопытных отрядов сторонников парламента, превосходивших, однако, войска противников численно почти вдвое.
Это было второе, после Битвы при Эджхилле, боестолкновение почти всех наличных военных сил враждующих сторон. По количеству участвующих только в Битве при Марстон-Муре и в Битве при Вустере сражалось больше людей, при этом эти сражения остаются крупнейшими и во всей истории Англии.
Битву при Тернем-Грине английские историки называют «Битвой при Вальми английской революции». — Оставаясь скорее демонстрацией сил, чем действительной схваткой, битва показала сомневающимся, что король может и отступить, что сила права опирается на силу оружия; отстояв столицу в столь решительный для революции момент, сторонники парламента поверили в свои силы.
Войскам же роялистов, бывшим под Тернем-Грином всего в нескольких километрах от Лондона, наоборот, после битвы больше ни разу не удалось достичь такого же угрожающего положения, сулящего столь близкую и полную победу. Поэтому Битву при Тернем-Грине, несмотря на неясность исхода, многие называют всё же первой победой Парламента, «переломным моментом» и даже «самым значительным военным событием английской Гражданской войны»; в то же время некоторые комментаторы оспаривают термин «битва», утверждая, что термин «стояние» (stand-off) описывает ситуацию точнее.